# Lliga Nacional de Beisbol
La Lliga Nacional de Beisbol (oficialment National League of Professional Baseball Clubs, o simplement National League (NL)), és una de les dues lligues que componen la Major League Baseball dels Estats Units.

## Història
És la lliga professional d'esports d'equip més antiga del món. Es creà el 2 de febrer de 1876 per William Hulbert, dirigent dels Chicago White Stockings, després de la desaparició de la National Association un any abans.
La Lliga Nacional fou la principal lliga de finals de segle xix. El 1882 es creà l'American Association que rivalitzà amb la LN i amb la que disputà una versió de les World Series set anys, durant els deu anys de coexistència, fins a la seva desaparició el 1891.
El 1901 aparegué la Lliga Americana de Beisbol, que es declarà Lliga Major, igual que la Lliga Nacional. Després de dos anys de lluites, el 1903 ambdues arribaren a un acord i començaren a enfrontar-se pel títol de les World Series.

## Equips

### Equips fundadors
Els vuit equips que fundaren al lliga el 1876 foren:
- Athletic of Philadelphia de la National Association, expulsat després de la temporada 1876
- Boston Red Stockings (Red Caps) de la National Association (avui Atlanta Braves)
- Chicago White Stockings de la National Association (avui Chicago Cubs)
- Cincinnati Red Stockings nova franquícia, expulsat després de la temporada 1880
- Hartford Dark Blues (més tard Brooklyn Hartfords) de la National Association, desfet després de la temporada 1877
- Louisville Grays nova franquícia, desfet després de la temporada 1877
- Mutual of New York de la National Association, expulsat després de la temporada 1876
- St. Louis Brown Stockings de la National Association, desfet després de la temporada 1877

### Antigues franquícies, 1878-1891
Units el 1878
- Indianapolis Blues, desfet després de la temporada 1878
- Milwaukee Grays, desfet després de la temporada 1878
- Providence Grays, desfet després de la temporada 1885

Units el 1879
- Buffalo Bisons, desfet després de la temporada 1885
- Cleveland Blues, desfet després de la temporada 1884
- Syracuse Stars, desfet després de la temporada 1879
- Troy Trojans, desfet després de la temporada 1882

Units el 1880
- Worcester Ruby Legs, desfet després de la temporada 1882

Units el 1881
- Detroit Wolverines, desfet després de la temporada 1888

Units el 1883
- New York Giants (avui San Francisco Giants)
- Philadelphia Phillies

Units el 1885
- St. Louis Maroons, de la U.A., desfet després de la temporada 1886

Units el 1886
- Kansas City Cowboys, desfet després de la temporada 1886
- Washington Nationals, desfet després de la temporada 1889

Units el 1887
- Indianapolis Hoosiers, desfet després de la temporada 1889
- Pittsburgh Pirates, de la A.A.

Units el 1889
- Cleveland Spiders, de la A.A., desfet després de la temporada 1899

Units el 1890
- Cincinnati Reds, de la A.A.
- Brooklyn Dodgers (avui Los Angeles Dodgers), de la A.A.

### Després de la fusió amb l'American Association, 1892-1899
- Baltimore Orioles de la A.A. el 1892, expulsat després de 1899
- Boston Beaneaters (avui Atlanta Braves), fundador de la N.L., originari de la N.A.
- Brooklyn Dodgers (avui Los Angeles Dodgers), de la A.A. el 1890
- Chicago White Stockings or Colts (avui Chicago Cubs), fundador de la N.L., originari de la N.A.
- Cincinnati Reds, de la A.A. el 1890
- Cleveland Spiders, de la A.A. el 1889, expulsat després de 1899
- Louisville Colonels, de la A.A. el 1892, expulsat després de 1899
- New York Giants (avui San Francisco Giants), nova franquícia el 1883
- Philadelphia Phillies, nova franquícia el 1883
- Pittsburgh Pirates, de la A.A. el 1887
- St. Louis Browns (avui St. Louis Cardinals), de la A.A. el 1892
- Washington Senators, de la A.A. el 1892, expulsat després de 1899

### Els vuit clàssics
Després de la temporada 1899 la lliga sofrí una contracció i quatre equips foren expulsats: Baltimore Orioles, Cleveland Spiders, Louisville Colonels, i Washington Senators. Romangueren els anomenats vuit clàssics de la National League.
- Boston Beaneaters (avui Atlanta Braves)
- Brooklyn Superbas (avui Los Angeles Dodgers)
- Chicago Orphans (avui Chicago Cubs)
- Cincinnati Reds
- New York Giants (avui San Francisco Giants)
- Philadelphia Phillies
- Pittsburgh Pirates
- St. Louis Perfectos (avui St. Louis Cardinals)

### Expansions, contraccions, canvis de nom i de ciutat, 1953-present
- 1953: Boston Braves mogut a Milwaukee
- 1958: New York Giants mogut a San Francisco i Brooklyn Dodgers mogut a Los Angeles.
- 1962: Houston Colt .45s (reanomenat Astros el 1965) i New York Mets nova franquícia
- 1966: Milwaukee Braves mogut a Atlanta
- 1969: Montreal Expos i San Diego Padres nova franquícia
- 1993: Florida Marlins i Colorado Rockies nova franquícia
- 1998: Arizona Diamondbacks nova franquícia
- 1998: Milwaukee Brewers passa de la Lliga Americana a la Lliga Nacional
- 2005: Montreal Expos mogut per la MLB a Washington, reanomenat Washington Nationals
- 2013: Houston Astros passa de la Lliga Nacional a la Lliga Americana

### Equips actuals

#### Est
- Atlanta Braves franquícia del 1871 com a Boston Red Stockings (o Red Caps) de la National Association, unit a la National League (1876), mogut a Milwaukee (1953) i a Atlanta (1966). Franquícia més antiga de Nord-amèrica (data de 1869 a Cincinnati). Abans de 1994 competia a la divisió oest.
- Florida Marlins franquícia del 1993
- New York Mets franquícia del 1962
- Philadelphia Phillies franquícia del 1883 com a Quakers i Phillies el 1884. De 1943 a 1948, anomenat no oficialment "Philadelphia Blue Jays." Philadelphia Phillies és el nom més antic que s'ha mantingut en l'esport professional americà.
- Washington Nationals franquícia del 1969 com a Montreal Expos, mogut a Washington (2005)

#### Central
- Chicago Cubs franquícia del 1871 de la National Association, i en actiu contínuament des del 1874. Unit a la National League (1876). És el club que més temps ha jugat a la seva ciutat de l'esport americà.
- Cincinnati Reds franquícia del 1882 de l'American Association, unit a la National League (1890)
- Milwaukee Brewers franquícia del 1969 com a Seattle Pilots de l'American League, mogut a Milwaukee (1970), unit a la National League (1998)
- Pittsburgh Pirates franquícia del 1882 de l'American Association, unit a la National League (1887)
- St. Louis Cardinals franquícia del 1882 de l'American Association, unit a la National League (1892)

#### Oest
- Arizona Diamondbacks franquícia del 1998
- Colorado Rockies franquícia del 1993
- Los Angeles Dodgers franquícia del 1884 com a Brooklyn Atlantics de l'American Association, aviat esdevingué "Dodgers", unit a la National League (1890), mogut a Los Angeles (1958)
- San Diego Padres franquícia del 1969
- San Francisco Giants franquícia del 1883 com a New York Gothams, més o menys la meitat dels jugadors membres del desaparegut Troy Trojans, mogut a San Francisco (1958)

## Presidents de la Lliga 1876-1999
- Morgan G. Bulkeley 1876
- William A. Hulbert 1877-1882
- Arthur H. Soden 1882
- Abraham G. Mills 1883-1884
- Nicholas E. Young 1885-1902
- Harry Clay Pulliam 1903-1909
- John A. Heydler 1909
- Thomas J. Lynch 1910-1913
- John K. Tener 1913-1918
- John A. Heydler 1918-1934
- Ford C. Frick 1934-1951
- Warren C. Giles 1951-1969
- Charles S. "Chub" Feeney 1970-1986
- A. Bartlett Giamatti 1986-1989
- Bill D. White 1989-1994
- Leonard S. Coleman, Jr. 1994-1999